# Марія Ревакович
Ревакович Марія (пол. Maria Rewakowicz, 1960, Лідзбарк-Вармінський Польща) — українська та американська поетка, перекладачка, критикиня та професорка польського походження. Доктор славістики, викладає українську літературу та мову в Ратґерському університеті та Університеті Вашингтону. Член таких мистецьких спілок як Канадська Асоціація Славістів, Пен-клюб-Україна НЙГ та НСПУ.
Відома як упорядник кількох антологій літспліки українських діаспорних письменників НЙГ.

## Біографія
Марія Ревакович народилася в Лідзбарку-Вармінскім, у Польщі. Середню освіту здобула в Лігниці, у ліцеї з навчанням української мови й літератури. Вищі студії почала на факультеті української філології Варшавського університету. В 1981 році виїхала з Польщі до Італії. Відтак, в 1982 році переправилася через океан до Канади, де продовжувала студії в Саскачеванському й Торонтському університетах. В 1987 році переїхала до Нью-Йорка, де в Колумбійському університеті закінчила студії бібліотекознавства. У 2000 році повернулася знову до Канади, щоб продовжувати студії. Там 2001 року здобула ступінь доктора філософії (Ph. D. — Slavic Languages and Literatures) у Торонтському університеті. Нині проживає в Нью-Йорку, де працює професором-дослідником у Рутгерському університеті і Шклярівським стипендіятом при Гарвардському Українському Науковому Інституті.
Від 1990 року була співзасновницею і відтак співредакторкою (разом із Богданом Бойчуком) літературно-мистецького квартальника «Світо-Вид» (Київ — Нью-Йорк) до самого 1999 року, коли через брак фінансових ресурсів журнал остаточно перестав виходити.
Крім поезії, Марія Ревакович нині активно займається літературознавством, як також перекладами і критикою. В останніх роках надрукувала і виголосила чималу низку статей-доповідей із літературознавства в українській і в англійській мовах, спрямовуючи фокус своїх наукових досліджень передусім на присутність і внески Нью-Йоркської Групи в сучасній українській літературі.

## Творчість

### Поезія
- «З мішка мандрівника» (Нью-Йорк, 1987)
- «Шепотіння, шепотіння» (Нью-Йорк, 1989)
- «М'яке Е» (Варшава, 1992)
- «Зелений дах» (Київ, 1999)

### Видання і найважливіші статті
- «Світло зі сходу» в театрі «Ля Мама» (журнал «Світо-Вид», число 5, Київ-Нью-Йорк, 1991)
- «Елементи дегуманізації в поезії Емми Андієвської» (журнал «Світо-Вид», число 8, Київ-Нью-Йорк, 1992)
- «„Березіль-93“ — огляд» (журнал «Світо-Вид», число 12, Київ — Нью-Йорк, 1993)
- «„Джойс подія“ Мерса Каннінґгема» (журнал «Світо-Вид», число 19, Київ — Нью-Йорк, 1995)
- «Дещо про Нью-Йоркську Групу» (журнал «Світо-Вид», число 23, Київ-Нью-Йорк, 1996)
- «Еротика в поезії Нью-Йоркської Групи: декілька семіотичних і рецептивних міркувань» (журнал «Слово і час», число 2, Київ, 2000)
- «The Phenomenon and Poetry of the New York Group: Discourses, Disguises, and Liminality» (теза докторату філософії (Ph. D.) при Graduate Department of Slavic Languages and Literatures, University of Toronto, 2001)
- «From Spain with Love, or Is There a „Spanish School“ in Ukrainian Literature?» (in "Toronto Slavic Quarterly, " 2, Fall 2002)
- «(Post)Modernist Masks: The Aesthetics of Play in the Poetry of Andijewska and Rubchak» (in "Journal of Ukrainian Studies, " 27: 1-2, New York, 2002)
- «Introducing Ukrainian Emigre Poets of the New York Group» (in "Toronto Slavic Quarterly, " 3, Winter 2003)
- «Непоетичні дискурси Нью-Йоркської Групи» — доповідь, виголошена в Науковому Товаристві ім. Шевченка, Нью-Йорк, 15 лютого 2003 р.

### Антології
- Півстоліття напівтиші: Антологія поезії Нью-Йоркської групи. Упор. Марія Ревакович. Київ: Факт, 2005. 372 стор. ISBN 9789663590097
- Нью-Йоркська група: Антологія поезії, прози та есеїстики. Упор. Марія Ревакович, Василь Ґабор. Львів: Піраміда. 2012. 397 стор. ISBN 9789664412633

## Переклади творів Ревакович іншими мовами
- «Zielony dach» ((Białystok, Польща, 1999) — переклав польською і видав Тадей Карабович
- «Acupunctura cerului» (Бухарест, Румунія, 2002) — переклав румунською і видав Степан Ткачук